# 라스베이거스 컨벤션 센터
라스베이거스 컨벤션 센터(Las Vegas Convention Center, 약칭: LVCC)는 미국 네바다주 윈체스터에 위치한 컨벤션 센터이다. 세계에서 가장 큰 컨벤션 센터 중 하나이며, 230,000 m2의 전시 공간과 약 200,000명을 수용할 수 있는 쇼를 개최한다.